# Grandes Rousses
Ne pas confondre avec la grande aiguille Rousse ni la Grande Rousse.
Les Grandes Rousses sont un massif des Alpes françaises situé sur les départements de l'Isère et de la Savoie. L'Oisans couvre une partie du massif.
Il abrite des glaciers relativement importants, seulement dépassés en termes de taille dans la région par ceux des massifs des Écrins et plus loin de la Vanoise.

## Toponymie
D'après P.-L. Rousset, Grandes Rousses provient de « grandes roches ».

## Géographie

### Situation
Le massif est orienté nord / sud.
Le versant est, bien qu'il soit parfois considéré comme s'étendant jusqu'aux cols du Galibier et du Télégraphe et donc incluant le massif des Arves, est limité par les torrents Arvan et Ferrand. Les rivières Eau d'Olle et donc la chaîne de Belledonne à l'ouest, et Romanche et le massif des Écrins au sud forment ses autres limites géographiques.

### Principaux sommets
- le pic Bayle, point culminant, 3 465 m
- le pic de l'Étendard, 3 464 m
- le pic Blanc, 3 323 m
- les cimes de la Cochette, 3 241 m
- la cime de la Barbarate, 3 226 m
- la cime du Grand Sauvage, 3 216 m
- le dôme de la Cochette, 3 041 m
- le pic de l'Herpie, 3 012 m
- le roc de la Balme, 2 872 m
- la cime de la Valette, 2 858 m
- le dôme des Petites Rousses, 2 810 m
- le Rissiou, 2 622 m

### Principaux glaciers

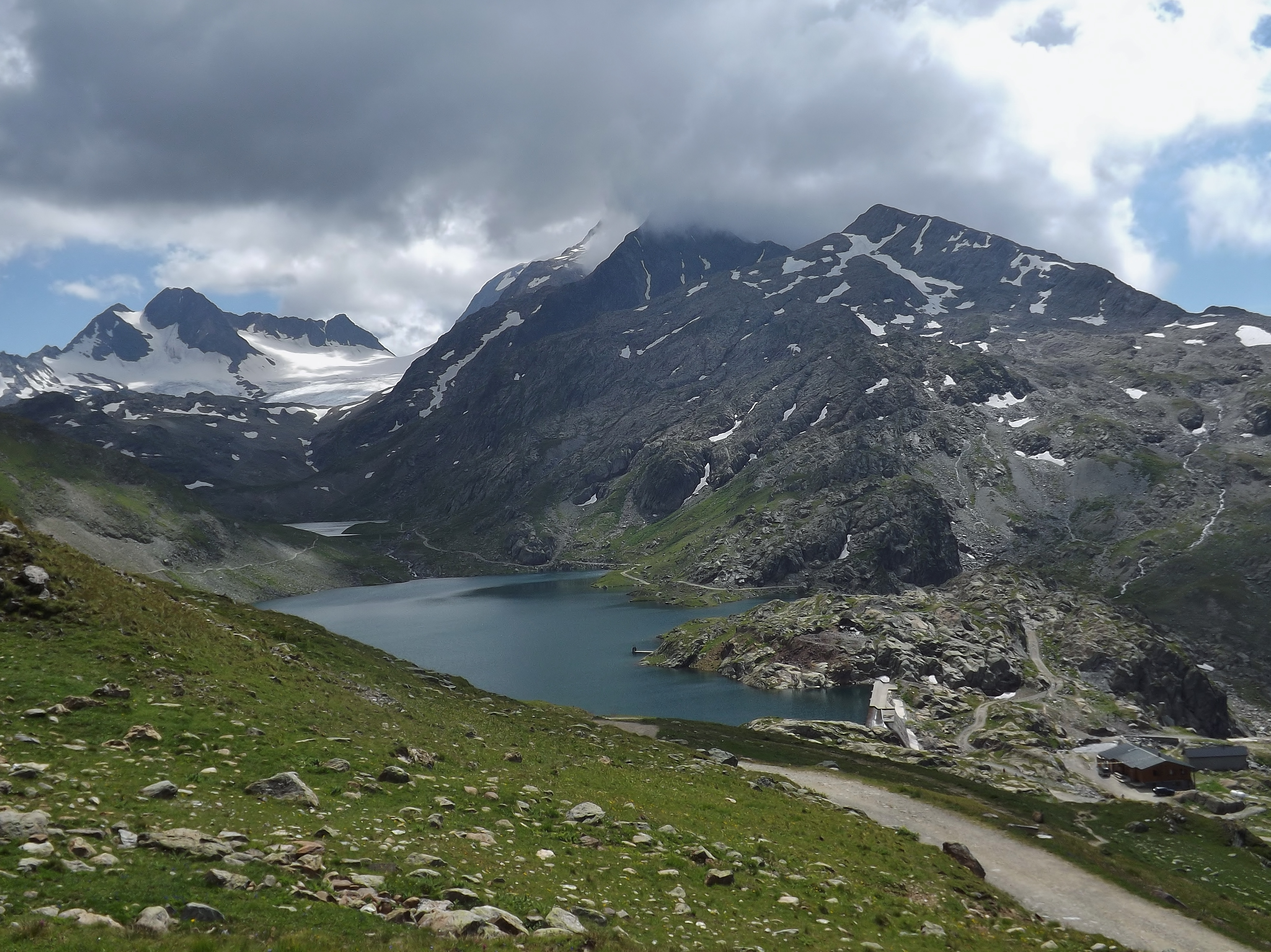
Le glacier de Saint-Sorlin visible au loin.

- glacier des Rousses
- ancien glacier de Sarenne
- glacier des Quirlies
- glacier de Saint-Sorlin
- glacier de la Barbarate
- glacier des Malatres
- ancien glacier de l'Herpie

### Principaux lacs
- lac Blanc, à Huez
- lac Blanc, à Saint-Sorlin-d'Arves
- lac des Quirlies
- lac de la Fare
- lac du Milieu
- lac Besson
- lac Noir
- lac Carrelet

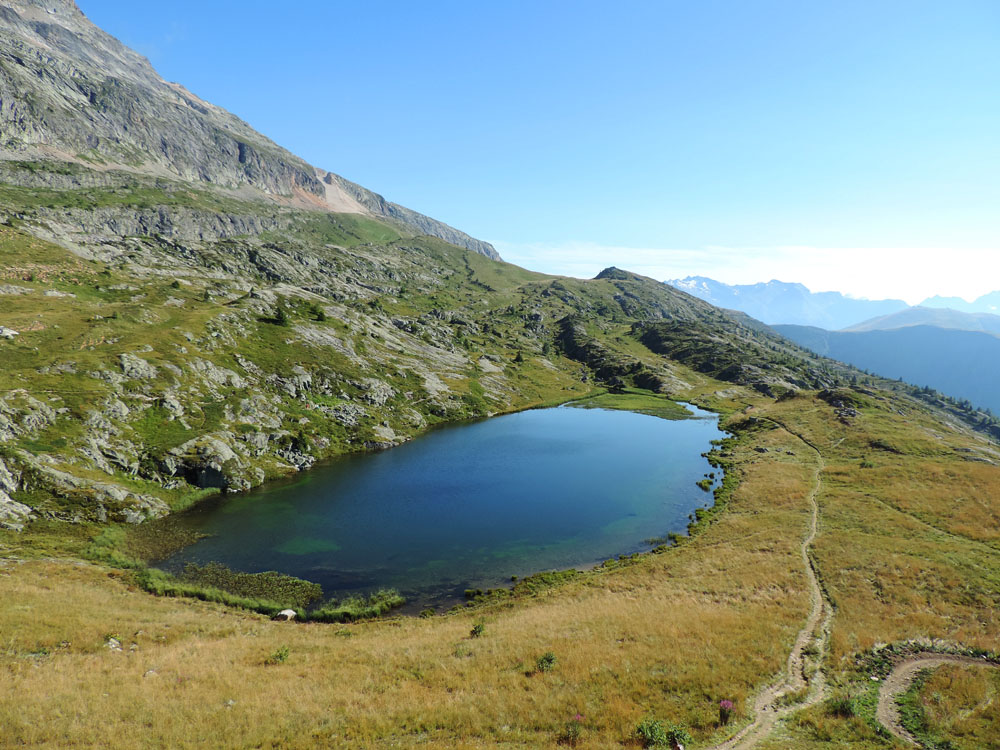
Lac Carrelet.
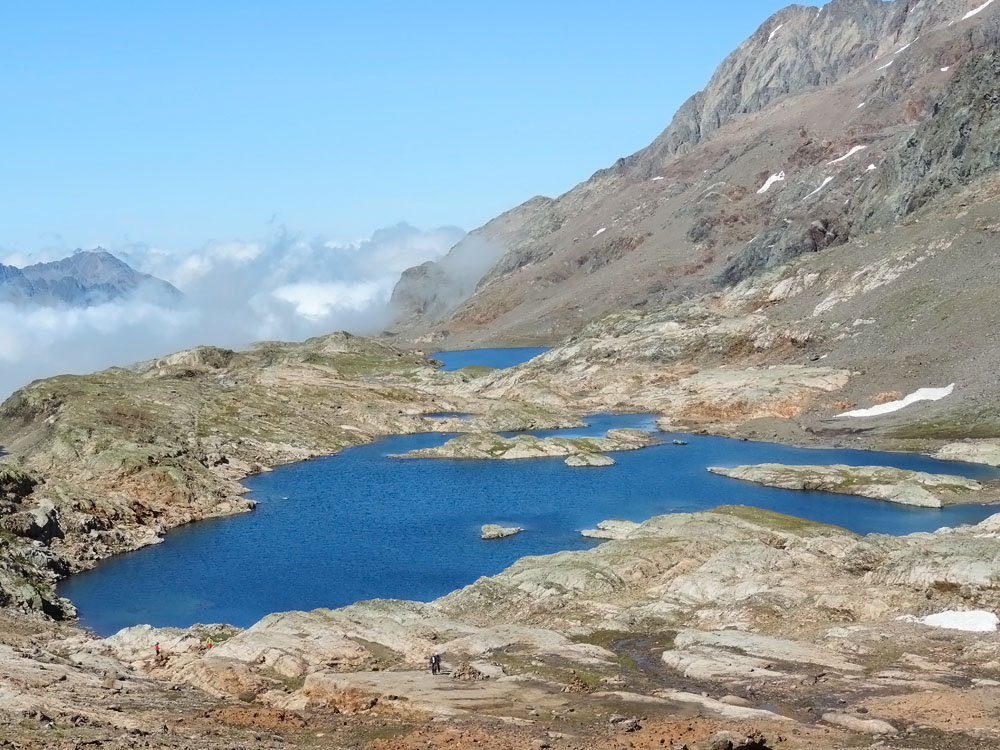
Lac du Milieu.
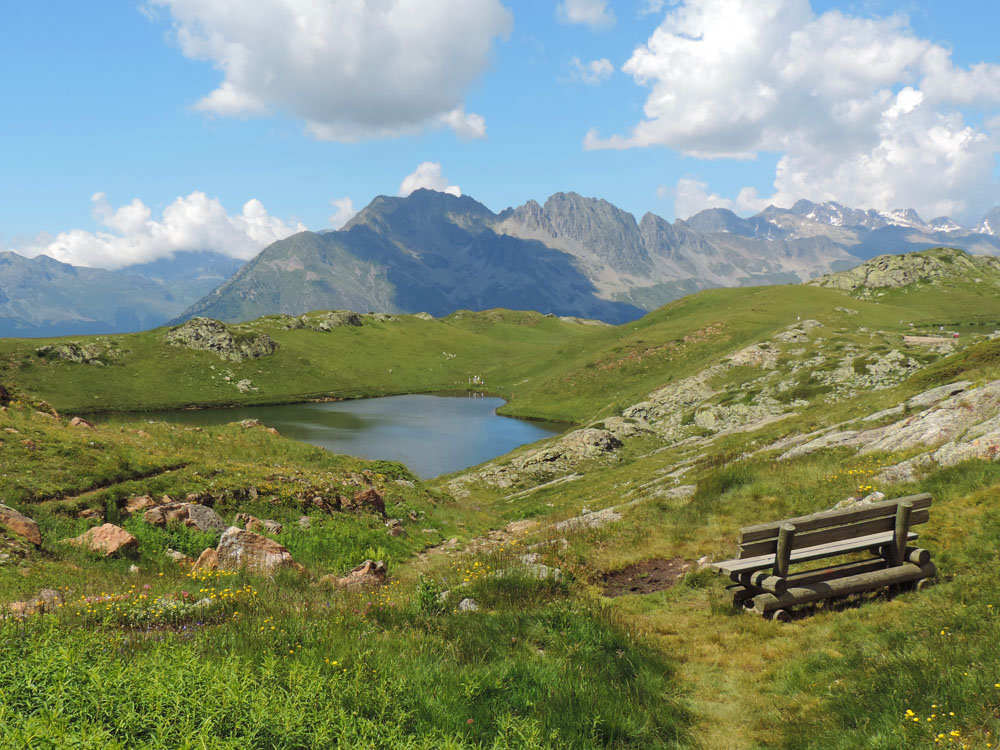
Lac Noir.
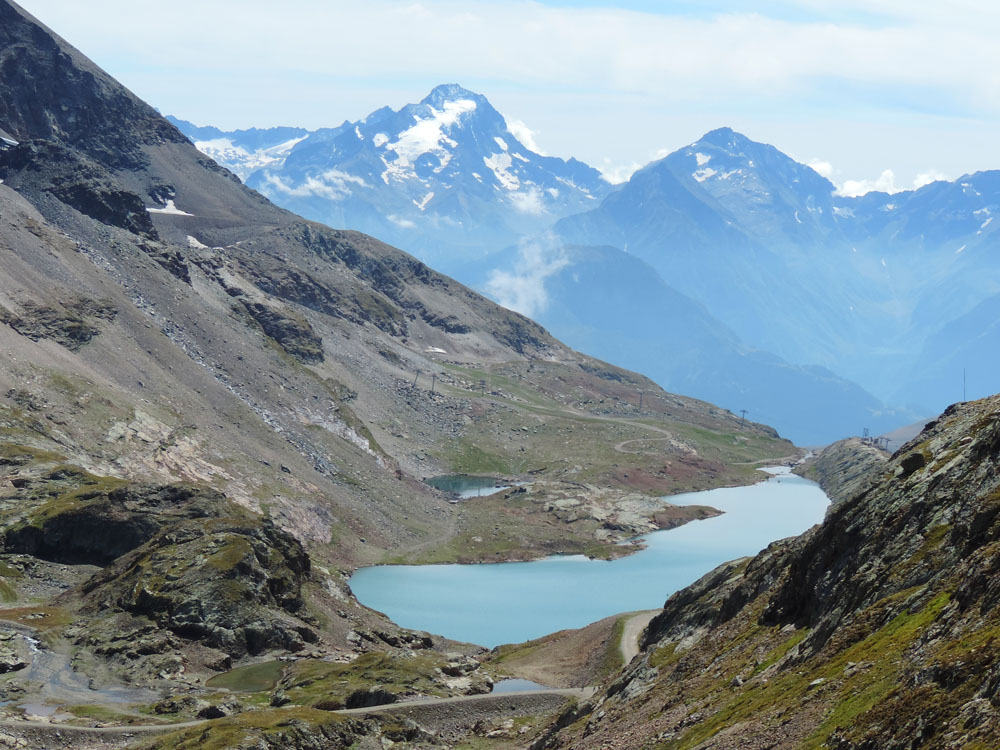
Lac Blanc.
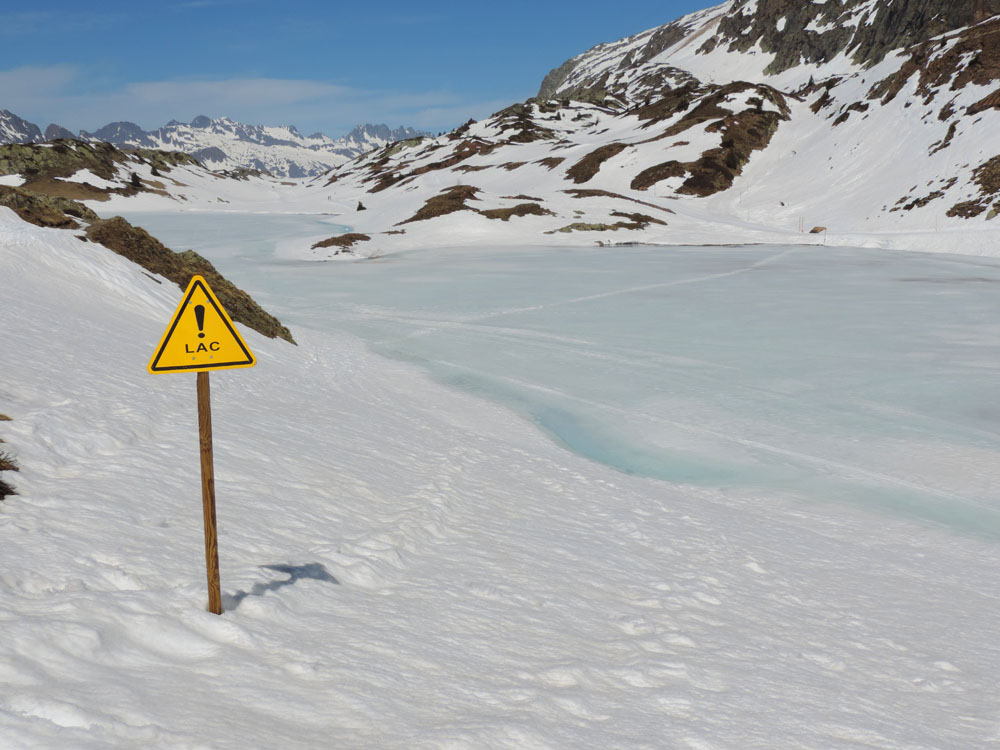
Lac Besson en hiver.

### Géologie
Le massif des Grandes Rousses est un massif cristallin à l'instar de la chaîne de Belledonne toute proche. En forme de long chaînon orienté nord/sud, il se présente comme une apophyse septentrionale du massif des Écrins. Les bandes nord-sud sont, pour plusieurs d'entre elles, séparées par des dépressions structurales d'âge fini hercynien, synclinaux ou plus vraisemblablement grabens, remplis de terrains houillers (sur lesquels on voit, par places, le Trias reposer en discordance à 90°). Le Houiller comprend des grès, des conglomérats et des schistes contenant des niveaux productifs en charbon qui ont été exploités, anciennement, à la mine de l'Herpie. Vers le nord et l'est, ces dépôts incluent une épaisse lentille d'épanchement volcaniques acides rhyolitiques ou trachytiques, souvent à l'état de tufs volcaniques quelque peu métamorphisés).

## Histoire
Les Grandes Rousses sont parsemées de nombreuses mines aujourd'hui abandonnées. Le site le plus emblématique est celui de Brandes-en-Oisans, un village de mineurs (mines d'argent) du XIIe siècle au XIVe siècle situé sur la commune d'Huez à plus de 1 800 m d'altitude qui compta jusqu'à 80 bâtiments organisés autour d'une église. Bien que d'importance moyenne à l'échelle européenne, Brandes fut de première importance pour le Dauphiné.

## Activités

### Stations de sports d'hiver
- L'Alpe d'Huez
- Auris-en-Oisans
- Oz
- Saint-Sorlin-d'Arves
- Vaujany
- Villard-Reculas

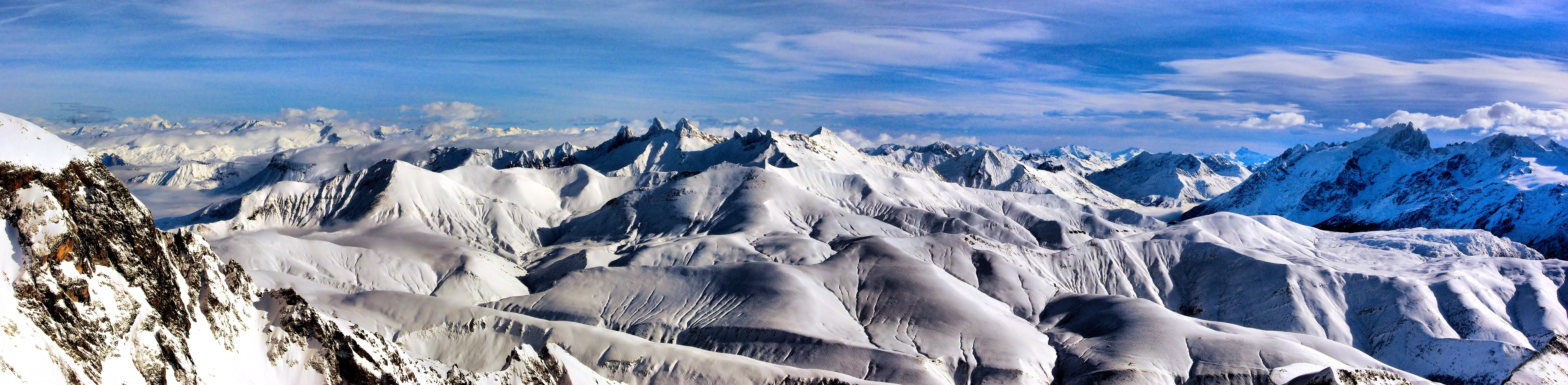
Vue depuis le massif des Grandes Rousses en direction de l'est avec les aiguilles d'Arves et l'aiguille du Goléon au centre et la Meije à droite.